# جولیان وسترمن
جولیان وسترمن (انگلیسی: Julian Westermann؛ زادهٔ ۱۹ آوریل ۱۹۹۱) بازیکن فوتبال اهل آلمان است.